# Puck (revista)
Puck va ser un setmanari publicat entre 1876 i 1918. Amb caricatures i vinyetes, va ser la primera revista d'humor i sàtira política en tenir èxit als Estats Units. Publicada originalment en alemany, el seu èxit va portar al seu fundador, Joseph Keppler, a editar-la també en anglès a partir de 1877. Entre el gener de 1889 i el juny de 1890 se'n va publicar també una edició a Londres.

## Història
Després d'emigrar als Estats Units i després d'un parell d'intents fallits de fundar revistes d'humor, el caricaturista austríac Keppler va crear una segona publicació titulada Puck, aquest cop amb èxit, el 1876. El seu èxit el va portar a editar també una edició en anglès. L'edició en alemany va deixar de publicar-se el 1896. Tot i que al principi, el propi Keppler es va encarregar de tots els dibuixos, amb el temps la publicació comptaria amb les aportacions d'un gran nombre dels artistes més destacats dels Estats Units, incloent a Louis Dalrymple, Bernhard Gillam, Frederick Burr Opper, Rose O'Neill, James Albert Wales o Rolf Armstrong.
Tradicionalment, Puck va donar suport al Partit Demòcrata mentre el principal rival de la revista, la també revista satírica Judge, donava suport al Partit Republicà i Puck va aconseguir la seva circulació màxima de 125.000 exemplars durant la campanya presidencial del 1884.